# Ротейру (Алагоас)
Ротейру (порт. Roteiro) — муниципалитет в Бразилии, входит в штат Алагоас. Составная часть мезорегиона Восток штата Алагоас. Входит в экономико-статистический микрорегион Сан-Мигел-дус-Кампус. Население составляет 6881 человек (2008 год).